# SDSS J095726.82+031400.9
SDSS J095726.82+031400.9 est une galaxie elliptique, découverte en janvier 2014 par une équipe du télescope spatial GALEX à la recherche d'une galaxie hôte pour l'événement transitoire PS1-11af, située dans la constellation du Sextant. La galaxie se situe à ~1,795 ± 0,01 Gpc soit ~5,85 milliards d'a.l. de la Terre. En septembre 2013, PS1-11af est détectée en son centre, une source d'ultraviolet bleu pâle, très lumineuse qui est en 2022, interprétée comme un événement de rupture par effet de marée. Une étoile aurait été disloquée puis consumée en partie par un trou noir supermassif, puis les restes stellaires de l'étoile ont été expulsés à cause de la forte attraction gravitationnelle du trou noir.

## Galaxie
Elle est une galaxie elliptique de type morphologique E. La taille angulaire de la galaxie corrélée avec sa distance montre qu'elle mesure ~34,09 ± 0,01 Kpc (~111 100 a.l.) de diamètre, et elle est donc 1,1 fois plus grande que la Voie lactée. Pas de trace d'activité a été détecté, donc il s'agit d'une galaxie inactive,.

## Événement de rupture par effet de marée

### Supernova
L'événement a premièrement été détecté le 10 janvier 2011 par l'observatoire Palomar, puis il a été détecté sous la forme d'un événement transitoire bleu pâle par le télescope spatial GALEX en septembre 2013. Avant la conclusion qu'il s'agisse d'une rupture par effet de marée, les scientifiques ont établi un spectre en raison de la ressemblance PS1-11af avec une supernova, finalement, les caractéristiques spectrales de l'événement ne coïncident pas avec tous les types du supernova connus.

### Rupture par effet de marée
L'événement de rupture par effet de marée s'est produit lorsqu'une étoile a dépassé la limite de Roche d'un trou noir supermassif, elle s'est donc faite disloquer et la moitié de sa masse a été absorbée par le trou noir tandis que l'autre partie a été éjectée après une forte interaction gravitationnelle avec le trou noir. Pendant toute la durée de l'événement, celui-ci a gardé une couleur bleu pâle et sa luminosité s'est dissipée d'une manière très lente, similaire aux autres ruptures par effet de marée observées dans l'optique et l'ultraviolet. L'étoile disloquée était probablement similaire à une naine jaune-blanc, située entre 1,4 et 2,4 masses solaires, et une petite partie de sa masse (0,002 masse solaire) a fini dans le disque d'accrétion du trou noir. Le disque d'accrétion du trou noir a une température effective calculée à partir du rayonnement ultraviolet de 18 000 à 13 000 K et le trou noir en question a une masse estimée entre ~10,7 à 6,2 millions de M☉, restant en accord avec la limite de Hills (en). L'événement aura duré 84+21
−22 jours au total. 